# Kleiner Oderberg
Der Kleine Oderberg im Harz ist mit 685,1 m ü. NN der Südostausläufer der Jordanshöhe bei Sankt Andreasberg im Landkreis Goslar in Niedersachsen.

## Geographische Lage
Der Kleine Oderberg erhebt sich im Oberharz im Naturpark Harz etwa 1,5 km östlich von Sankt Andreasberg, wobei seine zur Oder hin abfallende Ostflanke etwas in den Nationalpark Harz reicht. Nördlich und westlich liegt, außerhalb der bewaldeten Teile der Erhebung, das Naturschutzgebiet Bergwiesen bei St. Andreasberg und auf der Südwestflanke der Erhebung der Sankt Andreasberger Ortsteil Oderberg.
Der südlich gelegene Große Oderberg (649,6 m) ist 35,5 m niedriger.

## Berghöhe
Der Kleine Oderberg ist 685,1 m ü. NN hoch. Rund 100 m nordöstlich seines Gipfels liegt eine Waldweggabelung auf 678 m Höhe, und etwa 350 m südöstlich davon ist auf topographischen Karten eine Wanderwegstelle mit 679 m Höhe verzeichnet.